# Sony Music Publishing
Sony Music Publishing LLC (bis 2021 Sony/ATV Music Publishing LLC) ist ein US-amerikanischer Musikverlag der Sony Corporation und heute das größte Musikverlagsunternehmen der Welt mit etwa 4 Millionen Songs (d. h. etwa 2 Millionen mehr als vor der Verwaltungsübernahme von EMI Music Publishing). Der Umsatz liegt bei mindestens 1,25 Milliarden US-Dollar jährlich.

## Geschichte

### Geschichte des ATV
Das Association Television (ATV) war eine britische Fernsehgesellschaft, gegründet am 24. September 1955 von Lew Grade. Zwanzig Jahre später war ATV durch den Erwerb von Firmenanteilen zu einem Entertainment-Mischkonzern mit den Geschäftslinien Musikindustrie, Musikverlag und Filmproduktion expandiert.
Mit dem Erwerb eines 50-%-Anteils der britischen Plattenfirma Pye Records vom 23. Oktober 1958 stieg ATV in die Musikindustrie ein. Anfang Juni 1966 erwarb ATV einen 50-%-Anteil an den Musikverlagen New World Music und Jubilee Music (Tochterfirmen der englischen Chappell & Co.) und expandierte ins Musikverlagsgeschäft. Einen Monat später kaufte ATV für 2,1 Millionen £ die Plattenfirma Pye Records auf und führte sie (inklusive Welbeck Music) als eigene Tochterfirma weiter.

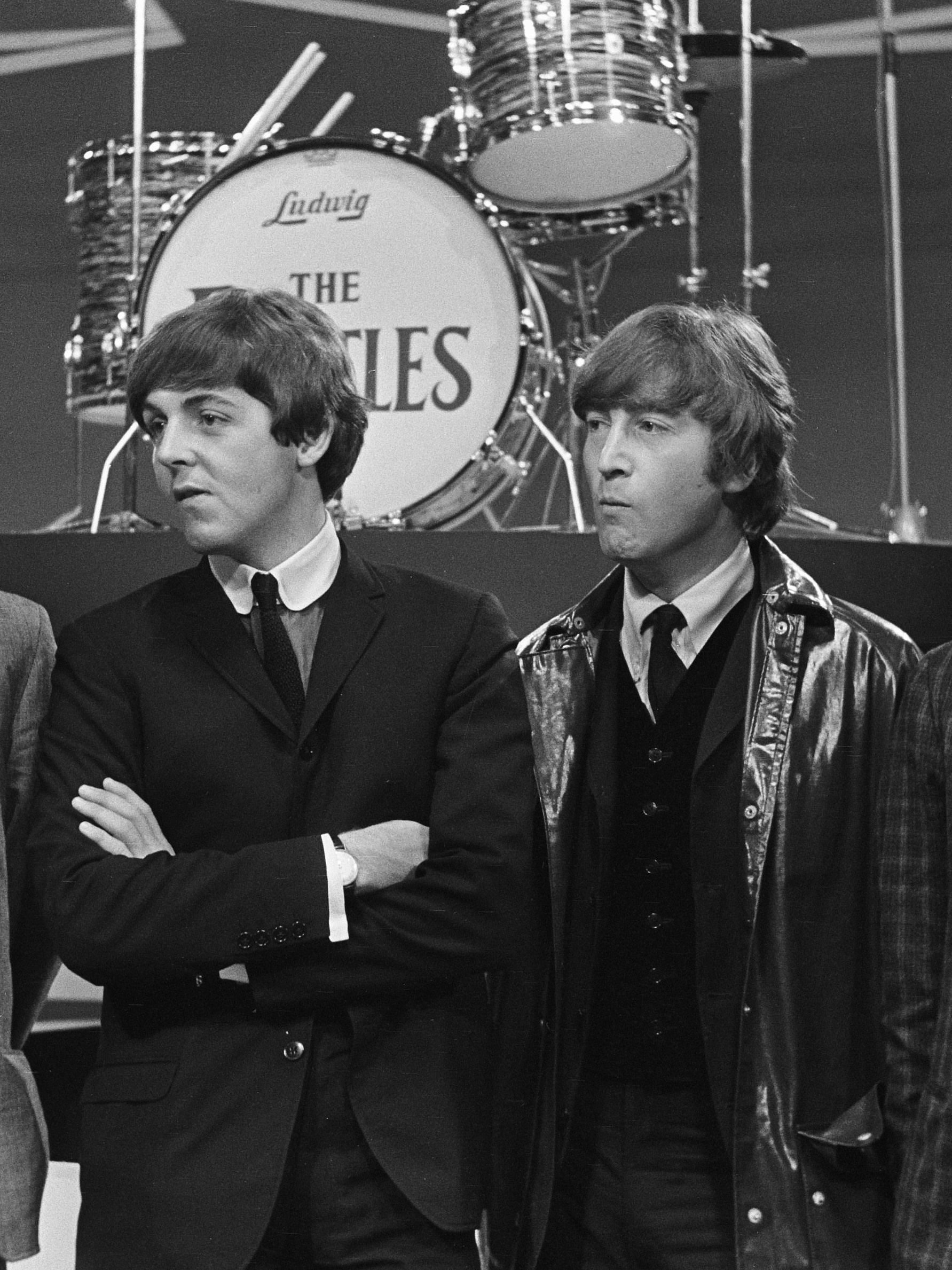
Paul McCartney und John Lennon versuchten 1969 eine Mehrheitsbeteiligung am Northern-Songs-Katalog zu erreichen

Anfang 1969 verkaufte Dick James und seine Partner ihre Anteile am Northern-Songs-Katalog mit 251 Beatles-Songs an ATV, ohne John Lennon und Paul McCartney darüber zu informieren oder ihnen die Chance zum Kauf zu geben. Die Northern Songs Ltd war 1963 von Dick James (Musikverleger), Brian Epstein (Musikmanager) sowie den Songwritern John Lennon und Paul McCartney zur Herausgabe des Lennon/McCartney-Songkatalogs gegründet worden und seit 1965 ein Börsennotiertes Unternehmen. Nachdem Epstein 1967 verstorben war, hatten Lennon und McCartney ihr Verlagsgeschäft mit Dick James jedoch neu zu verhandeln versucht. Lennon und McCartney versuchten eine Mehrheitsbeteiligung am Northern Song-Katalog für sich herauszuhandeln, aber ihr Versuch, die Kontrolle über ihre eigenen Songs zu gewinnen, Teil eines langen und erbitterten Kampfes, scheiterte. Lew Grades finanzielle Macht, ihr Gegner in diesem Bieterwettkampf, stellten sicher, dass der Northern-Songs-Katalog unter die Kontrolle von Großbritanniens ATV kam. Allen Klein (dann de facto Beatles-Manager) versuchte zwar, mit Apple Corps einen Deal auszuhandeln, dem Associated Television das „Juwel der Musikbranche“ abzukaufen, aber auch sein Versuch scheiterte.
Im Jahr 1970 formte ATV ein gemeinsames Verlagsunternehmen mit Kirshner Entertainment mit dem Titel ATV-Kirshner Music. Der befristete Partnerschaftsvertrag lief 1972 aus, als sich gerade ATV Music formte, um alle ATV Verlagsinteressen zu vereinen, inklusive die Northern Songs. ATV Music blieb durch die 1970er Jahre hindurch ein erfolgreiches Unternehmen in der Musikindustrie, insbesondere wegen der weltweit täglich in den Medien gesendeten und von vielen Bands „gecoverten“ und auf Veranstaltungen gespielten Northern Songs. Lennon und McCartney wurden Mitverleger, deren Verträge mit Northern Songs 1973 ausliefen.
Während ATV Music erfolgreich war, geriet die Mutterfirma der Fernsehgesellschaft, heute bekannt als Associated Communications Corporation (ACC), in finanzielle Schwierigkeiten. Von 1978 bis 1981 sanken ACCs Gewinne wegen großer Verluste im Filmgeschäft und die Aktienkurse fielen dramatisch. Grade stellte den Northern-Songs-Katalog zum Verkauf und erhielt Rückmeldung von einigen Kaufinteressenten: Paul McCartney und Lennons Witwe Yoko Ono boten 21 Millionen britisches Pfund für den Northern-Songs-Katalog. Lew Grade wollte ATV Music jedoch als Ganzes verkaufen und lehnte das Angebot der beiden Ende November 1981 ab. Zwei Monate später legte der australische Geschäftsmann Robert Holmes à Court, der bereits Anteile an ACC erworben hatte, ein Übernahmeangebot auf. Grade trat als Vorsitzender zurück und wurde durch Holmes à Court ersetzt. Nachdem Holmes à Court die Kontrolle über ACC hatte, stand ATV Music auch nicht mehr zum Verkauf.

### Verkauf von ATV Music an Michael Jackson 1985

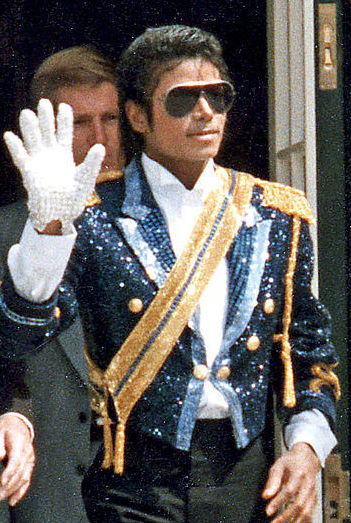
Michael Jackson kaufte ATV Music am 10. August 1985

Im April 1982 nahm der afroamerikanische Sänger Michael Jackson in den Cherokee Studios Hollywood Say Say Say für Paul McCartneys Pipes of Peace-Album auf. Jackson blieb bei McCartney zu Hause. Eines Abends holte Paul McCartney ein dickes, gebundenes Notizbuch mit all den Songs heraus, bei denen er die Verlagsrechte besaß. Jackson riss die Augen auf und betrachtete sich das Notizbuch genau. Er fragte nach, wie man Songs kauft und für was sie genutzt werden. McCartney erklärte ihm, dass der Musikverlag ein Weg sei, viel Geld zu machen.
Wer einen Musikkatalog mit berühmten Songs besitzt, die weltweit täglich in den Medien gesendet und von vielen Bands „gecovert“ und auf Veranstaltungen gespielt werden, kann damit Millionen verdienen, ohne auch nur einen Finger rühren zu müssen. In der Regel gehen 50 % der Einnahmen pro gespielten Song an den Verleger (die Besitzer der Nutzungsrechte) und die anderen 50 % an den Komponisten und den Texter (die Urheber). Einer der begehrtesten Kataloge der Musikindustrie war damals schon der ATV-Music-Katalog. Er war der „Juwel der Musikbranche“. Im September 1984 befand er sich unter den zehn wertvollsten Musikkatalogen der Unterhaltungsbranche und bestand damals aus mehreren kleinen Katalogen mit insgesamt rund 4.000 Songs von renommierten Künstlern. Darunter befand sich auch der Northern-Songs-Katalog mit 251 Beatles-Songs. Um an einen solch gefragten Katalog heranzukommen, braucht man viel Geld, Geduld, Verhandlungsgeschick, Beziehungen und Glück.
Der Kauf des ATV-Kataloges war auch für Michael Jackson und seinen gewieften Musikanwalt John G. Branca kein einfaches Unterfangen. Bert Reuter, der den Kauf von ATV Music für Holmes à Court abgewickelt hatte, erklärt, man habe Paul McCartney das Vorkaufsrecht eingeräumt, aber Paul habe zu der Zeit nicht gewollt. Als Gentleman und Freund ließ Michael Jackson Paul McCartney auch den Vortritt und gab ihm zweimal die Gelegenheit, auf seine eigenen Songs zu bieten, aber McCartney war dazu nicht bereit. Er war der Meinung, der Katalog sei noch too pricey (zu teuer). Auch Yoko Ono, John Lennons Witwe, wollte nicht. Erst als Michael Jackson durch seinen Anwalt John Branca hatte abklären lassen, dass die beiden nicht mitbieten wollten, gab er ihm grünes Licht – allerdings sehr still und leise. Nach einem langen Ringen blieb nur noch ein letztes hartnäckiges Mitbietergespann übrig: Charles Koppelman und Martin Bandier, die Gründer der Entertainment Company in New York. Die beiden Herren meinten es besonders ernst und überboten Michael Jackson um 2,5 Millionen US-Dollar. Koppelman und Bandier hatten die Music Corporation of America um finanzielle Unterstützung gebeten. Der Präsident von MCA Records Irving Azoff war Michael Jacksons Anwalt John Branca aber noch einen Gefallen schuldig (Branca hatte Azoff 1984 zu einem lukrativen Job als Fachberater bei der millionenschweren Victory-Tour von The Jacksons verholfen), und so bat dieser ihn, dafür zu sorgen, dass Koppelman und Bandier nicht unterstützt wurden. Es gelang Branca, Azoff zu überzeugen, und Michael Jackson lag wieder vorne im Rennen. Da er schnell und ohne Probleme 47,5 Millionen US-Dollar aufbringen konnte und dabei auch noch dem Wunsch des Verkäufers – Robert Holms à Court – nachkam, ihn kurz (im Oktober 1985) in Perth, Australien zu besuchen, willigte dieser schließlich ein. Branca legte den Vertrag so an, „dass Michael acht Jahre lang eine jährliche Abschreibung über 5 Millionen US-Dollar geltend machen konnte; insgesamt also 40 Millionen US-Dollar.“ Für Martin Bandier und Charles Koppelman, die den Katalog schon sicher in ihrem Besitz glaubten, war dies ein bitterer Schlag. John Branca drehte ihnen kurz vor ihrem Ziel einfach den Geldhahn zu.
Am 10. August 1985 wurde in der Geschichte der Musikindustrie ein neues Kapitel geschrieben, denn das „Juwel der Musikbranche“ ging – aufgrund des hohen Preises ganz untypisch – an eine Einzelperson, und das auch noch an einen afroamerikanischen Entertainer. Im Gegensatz zu den Mitstreitern hatte der schmächtige, knapp 28-Jährige keine akademische Ausbildung vorzuweisen, und dennoch bewies er hier jedem, dass alles möglich ist, wenn man nur fest daran glaubt und daran arbeitet. Für die etablierte weiße Businesswelt voller Juristen und Wirtschaftsprüfer war dies wortwörtlich der schwärzeste Tag in der Musikgeschichte. Michael Jacksons finanzielle Macht begann für sie zu einem Problem heranzuwachsen und wurde für manche zu einem Dorn im Auge. Sein Leben war schon vor dem Kauf des Katalogs nicht einfach gewesen, aber jetzt wurde es für ihn in jeder Hinsicht richtig ungemütlich.
Während Michael Jackson auf der Thriller-Erfolgswelle schwamm und gemeinsam mit seinem Anwalt John Branca den genialsten Coup der Musikbranche landete, fühlte sich Paul McCartney von ihm hintergangen. McCartney, der es zu Anfang seiner Karriere aus Unwissenheit verpasst hatte, seine eigenen Songs zu sichern, galt zum betreffenden Zeitpunkt als einer der reichsten Musiker der Welt. Er ärgerte sich nach dem Verkauf von ATV Music an Michael Jackson maßlos über dessen „Unverschämtheit“. Yoko Ono hingegen betrachtete den Verkauf von ATV Music (mit dem Northern-Songs-Katalog) an Michael Jackson als einen Segen: „Geschäftsleute, die selbst keine Künstler sind, haben nicht die Sichtweise, wie Michael Jackson sie hat. Er liebt die Songs. Er sorgt sich sehr um sie.“ Dem fügte sie hinzu, dass falls sie die Northern Songs besäßen, es Streit geben würde. Das brauche weder McCartney noch sie. „Falls Paul die Songrechte bekommen hätte, würden die Leute sagen: ‚Paul hat schließlich John bekommen‘. Und hätte ich sie bekommen, würden sie sagen: ‚Oh, die Dragon Lady schlägt wieder zu‘.“ Laut Branca war Jacksons Kommentar dazu: „Wenn er [McCartney] nicht 47,5 Millionen in seine eigenen Songs investieren wollte, braucht er mir jetzt nichts vorzujammern. […] Er muss damit jetzt klar kommen.“

### Finanzielle Basis für humanitäre Projekte 1985 bis 1995
„Michael Jackson ging es bei diesen Katalogen nicht einfach nur ums Geldverdienen, obwohl er – als ein Mann der Rekorde – natürlich auch der reichste Entertainer der Welt werden wollte. Der vielseitige Künstler war ein selten schlauer Visionär mit einem sicheren Gefühl für Trends, aber er handelte nie kalt berechnend und unverfroren wie ein Hochfinanzbanker. Dass Michael sich dennoch für derart große Geschäfte interessierte, hatte verschiedene Gründe, wie beispielsweise den langgehegten Wunsch nach dem finanziellen Einstieg in die Filmbranche. Das Wichtigste jedoch war: Er konnte mit diesen Zusatzeinnahmen aktiver und gezielter seine Wohltätigkeitsprojekte finanzieren. Der Katalog sollte die finanzielle Basis für seine humanitären Projekte werden. Es ging ihm aber auch um die künstlerische Seite. Er liebte die Musik, in die er investierte, vor allem die Beatles-Songs“, schreiben Sophia Pade und Armin Risi in ihrer Michael Jackson Biografie.
In den Jahren 1994/1995 verzeichnete Sony Music Entertainment jedoch erstmals rote Zahlen. Damals trugen das Doppelalbum HIStory – Past, Present and Future Book I und die Fusion der beiden Kataloge (Sony und ATV) wesentlich dazu bei, dass Sonys Einnahmen sich wieder verbesserten.

### Fusion ATV Music mit Sony Music 1995
Am 27. November 1995 fusionierten die beiden Musikverlage ATV Music und Sony Music. Der gigantische Verlag Sony/ATV Music war geboren. Er wurde zum zweitgrößten Musikverlag der Welt. Der Sony/ATV-Katalog ist im Entertainmentbusiness genauso begehrt wie eine Ölquelle in der Rohstoff- und Energieindustrie. Wieder war Michael Jacksons Anwalt John G. Branca der Mann der Stunde, in dem er die vertraglichen Details für Michael Jackson aushandelte. Jackson erhielt einen 50-%-Anteil am fusionierten Katalog, und ihm wurde volles Vetorecht bei sämtlichen Entscheidungen über die Lizenzrechte zuerkannt.

„Jede Partei des Arrangements hat das Recht auf Einspruch (Vetorecht). Beide Seiten müssen mit einer Entscheidung einverstanden sein, bevor sie ausgeführt werden kann. Wenn eine der Parteien in eine Entscheidung nicht einwilligt, kann sie nicht realisiert werden. Michael Jackson ist nicht nur der erfolgreichste Entertainer in der Geschichte, er ist gleichzeitig ein scharfsinniger Geschäftsmann. Michael versteht die Bedeutung des Urheberrechts und der Rolle, die es bei der Einführung neuer Technologien spielt.“

Michael Schulhof gab außerdem bekannt, dass die Verwaltung von Sony/ATV Music Publishing in den Händen von Sony liegen würde, mit Paul Russell als Verlagsleiter. Michael Jackson seinerseits wurde Mitglied des Verwaltungsrates.
Die Vereinbarung mit dem Vetorecht sollte Sony noch Kopfschmerzen bereiten, weil Michael Jackson oft mehr im Sinne der Künstler dachte und deren Songs nicht einfach zu jedem Zweck freigeben wollte. Wenn ihm eine Idee der Sony-Vertreter als zu ausbeuterisch oder zu niveaulos erschien, stimmte er dagegen, und die Sache war erledigt. Als „Prämie“ erhielt Michael Jackson laut Angabe in den Medien 115 Millionen US-Dollar (andere schreiben 90 Millionen) - mehr als das Doppelte von dem, was er 1985 investiert hatte. Hinzu kam der unvorstellbare Wert des riesigen Katalogs, der ihm nun zu 50 % gehörte und der Jahr für Jahr an Songrepertoires zunahm und damit stets wertvoller wurde. Aber das Beste war: Als Mitbesitzer dieser Geldquelle bekam er jedes Jahr zig Millionen Dollar an ergebnisoffenen Vergütungen ausgezahlt, ohne einen Finger dafür rühren zu müssen. Zum zweiten Mal landete er mit Hilfe seines Musikanwalts John Branca einen genialen Coup. Es war der Musikdeal des Jahrhunderts.

### Zusammenarbeit mit Sony, Jacksons Bruch mit Sony 1995 bis 2001
Dass der tatsächliche Preis viel höher sein würde als alles Geld der Welt, ahnte Michael Jackson damals nicht. Denn mit der Fusion hatte Sony es geschafft, einen Fuß in die Tür der größten Schatzkammer der Musikindustrie zu bekommen. Die Möglichkeit, den ATV-Music-Katalog mit den Beatles-Songs eines Tages ganz zu besitzen, war nun in Reichweite gerückt. Jacksons eigener Mijac-Katalog, der die meisten seiner eigenen Songs enthielt, war zwar nicht Gegenstand dieser Geschäftsverträge, aber auch hier gab es jetzt für Sony mit Ausdauer und Geduld einige Optionen.
Michael Jackson erhielt jährlich die Hälfte der Ausschüttungen, das heißt die Hälfte von 80 Millionen US-Dollar (sein eigener Katalog, der auf 10 Millionen US-Dollar an Ausschüttungen pro Jahr geschätzt wurde, nicht mitgerechnet). Die Ausschüttungen waren bis zum Jahr 2001 beinahe um das Doppelte gestiegen. Solch eine Macht in der Hand eines einzelnen Künstlers hatte es in der Musikindustrie bisher noch nicht gegeben. Es liegt auf der Hand, dass ein Konzern wie Sony Music Entertainment diese unnötig hohen „Einnahmeverluste“ (durch Michael Jacksons 50-%-Beteiligung) sowie Michael Jacksons Machtposition auf die Dauer nicht tolerieren konnte.
Während Michael Jackson am 20. April 2001 der New York Post bekannt gab, dass er neben einem Besuch in Palästina und Israel auch plane, in den Sudan zu reisen, um eine Kampagne gegen Kindersklaverei zu starten, bekam er wieder verstärkt schlechte Schlagzeilen. Dieses Mal wurde seine finanzielle Lage auseinandergenommen. Obwohl diese „Analysen“ keine oder nur fragwürdige Quellangaben hatten, wurden sie von den Medien mit aufgebauschter Dramatik verbreitet. Es wurde behauptet, dass Michael Jackson in ernsthaften finanziellen Schwierigkeiten stecke und sich deshalb gezwungen sehe, seinen Kataloganteil zu verkaufen. Entrüstet dementierte Jackson dieses Gerücht, indem er am 9. Mai 2001 dazu öffentlich Stellung nahm:

„Ich möchte ein lächerliches Gerücht klarstellen. Der ,Beatles-Katalog' steht nicht zum Verkauf, stand nicht zum Verkauf und wird niemals zum Verkauf stehen.“

Wie die ganze Welt war auch Michael Jackson von den Terroranschlägen am 11. September 2001 zutiefst geschockt. Mit einem Schlag waren alle Hoffnungen auf einen baldigen Frieden in Palästina und Israel sowie im Sudan zerstört. Eine Reise nach Israel oder in den Sudan waren in dieser explosiven Situation nicht mehr möglich. Doch Jackson reagierte umgehend mit der Produktion seines bisher unveröffentlichten Charity-Songs What More Can I Give, den er (ähnlich wie bei We Are The World) gemeinsam mit einer Supertruppe von Weltstars singen wollte. Doch nun zeigte sich, wie angespannt das Verhältnis zwischen Michael Jackson und Sony inzwischen war. Der Vorstand, insbesondere Tommy Mottola, blockierte sein Vorhaben, indem er die Veröffentlichung des Songs schlichtweg verweigerte. Sonys Begründung gegenüber MTV war, dass man die Single nicht mit der gleichzeitig stattfindenden Veröffentlichung des Jackson-Albums Invincible habe kollidieren lassen wollen, der Charity-Song sei schließlich nicht auf dem Album enthalten; zudem gebe es Probleme bei der Rechtefreigabe von Künstlern wie Ricky Martin und Céline Dion. „Man hätte erwarten können, dass Probleme dieser Art bei einer wohltätigen Initiative direkt nach 9/11 in den Hintergrund rücken würden. Es hätte den Plattenfirmen und eventuellen Werbesponsoren kaum etwas abverlangt, diese Aktion zu unterstützen“, schreiben Sophia Pade und Armin Risi in ihrer Michael Jackson Biographie. Die Führung von Sony Music Entertainment zeigte mit dieser Entscheidung, dass sie ganz andere Prioritäten hatten als Menschlichkeit und Wohltätigkeit. Jackson widersetzte sich Sony Music Entertainment und nahm alles selbst in die Hand, indem er am 21. Oktober 2001 mit 25 bekannten Künstlern und 54.000 Zuschauern ein Benefizkonzert im Robert F. Kennedy Memorial Stadium von Washington, D.C. unter dem Titel United We Stand: What More Can I Give organisierte und 3 Millionen US-Dollar einnahm, die an die Opfer der Terroranschläge des 11. September 2001 gespendet wurden.
Es ist bis heute kaum jemanden bekannt, was Jackson in diesen Tagen nach dem 11. September 2001 für die Hinterbliebenen unternahm. „Umso verärgerter war er, weil die Chefs von Sony Music Entertainment ihn blockierten, denn aus Erfahrung wusste er, dass die Veröffentlichung des Songs What more can I give? anlässlich dieser welterschütternden Begebenheit mindestens 50 Millionen US-Dollar eingespielt hätte, das 16-fache. Es war seine Absicht und die Absicht all der Künstler, die daran ebenfalls unentgeltlich mitgewirkt hatten, den Erlös ohne Abzug und so schnell wie möglich direkt den Betroffenen zu spenden. Aber Sony war nicht daran interessiert, diese Chance zu einer uneigennützigen Handlung wahrzunehmen. Das Einzige, was die Entscheidungsträger des Unternehmens bei der ganzen Aktion durch ihre Verweigerung indirekt erreichten, war, dass Michael Jacksons Name mit dem Pornoproduzenten Marc Schaffel in Verbindung gebracht wurde, als wäre Jackson verantwortlich für die Taten der unzähligen Personen, die in seinem Leben auftauchten (irgendjemand hatte herausgefunden, dass Schaffel früher Pornofilme produziert hatte). Dies war ein weiteres, gefundenes Fressen für die Medien – und fatal für Jacksons neues Album. Es war wohl der Tropfen, der das Fass zum Überlaufen brachte, denn Jackson verkündete in seiner Enttäuschung, dass er seine Plattenfirma (Sony) nach Vertragsende verlassen werde. Das war kurz vor der Veröffentlichung von Invincible am 29. Oktober 2001.“
Nachdem Michael Jackson Sony mitgeteilt hatte, dass er seinen Plattenvertrag nicht verlängern, also aussteigen werde, verlief die Promotion für sein neues Album auffällig schleppend. Er hatte seinen Vertragspart bezüglich Invincible eingehalten, indem er es, wenn auch später als geplant, fertig gestellt und zur Veröffentlichung freigegeben hatte. Sony hingegen schien das Album zunehmend zu ignorieren, und auch die Radio- und Fernsehsender spielten Jacksons neue Lieder kaum.

### Erwerb des Baby-Mae-Music-Katalogs und Acuff-Rose-Music-Katalogs 2001
Im November 2001 unterzeichnete der Konzern mit dem Rocksänger Tony Martin einen exklusiven Songwriting- und Mitverlagsvertrag. Dabei kaufte er Martins Baby-Mae-Music-Katalog mit 600 Songs, darunter zum Beispiel Joe Diffies Third Rock from the Sun und Jeff Carsons Not on Your Love. Im Juli 2002 kaufte der Konzern Acuff-Rose Music Publishing für 157 Millionen US-Dollar, einen führenden US-amerikanischen Musikverlag mit 55.000 Country-Songs, unter anderem von Hank Williams, The Everly Brothers und Roy Orbison und die Masteraufnahmen des erloschenen Labels Hickory Records.

### Michael Jacksons Anti-Sony-Kampagne 2001 bis 2003
Am 6. Juni 2002 hielt Michael Jackson eine Pressekonferenz bei Al Sharptons Bürgerrechtsorganisation National Action Network in New York City unter dem Leitspruch Justice for Recording Artists, bei der er ankündigte, eine Untersuchung gegen die großen Plattenfirmen, die ihre Künstler ausbeuten, einzuleiten. Er sagte: „Plattenfirmen müssen anfangen, ihren Künstlern mit Respekt und Achtung entgegenzutreten und sie finanziell gerecht zu behandeln. Deshalb bin ich stolz, diesem Bündnis beizutreten, das alle Künstler vertritt.“ In dieser Rede betonte Jackson auch, dass Sony zu Unrecht Forderungen über 200 Millionen US-Dollar an ihn gestellt habe. Er empfand dies als „empörend und beleidigend“. Sony jedoch dementierte öffentlich und beteuerte, nie so etwas gesagt oder geschrieben zu haben.
Am 15. Juni 2002 fuhr Michael Jackson in London mit einem von Fans organisierten offenen Doppeldecker-Bus zu einer Demonstration vor dem Sony-Gebäude in der Great Marlborough Street. Noch nie hatte man ihn in der Öffentlichkeit so offensiv und kampfbereit erlebt. Er brachte seine Anti-Sony-Kampagne auf den Höhepunkt, als er am Abend im Nachtclub Equinox vor seinen Fans die Michael Jackson Killer Thriller Rede hielt, die sich gegen seine Plattenfirma richtete. Doch zuerst zeigte er ein Schild, das ihm zuvor von einem Fan gereicht wurde. Darauf standen die drei Worte: $ONY KILLS MUSIC. Anschließend rief er seinen Fans ins Bewusstsein, dass viele große Tänzer und Sänger früher oder später gebrochen, innerlich zerrissen und in der Regel einfach nur traurig waren, weil sie von den Musikkonzernen geprellt und ausgenutzt wurden, und auch er habe für Sony viele Milliarden US-Dollar eingebracht. Sony habe wirklich gedacht, seine Gedanken seien stets bei der Musik und beim Tanz, und für gewöhnlich sei dies auch so. Aber Sony habe sich nicht vorstellen können, dass er als Performer sie überlisten würde. Er fügte hinzu, dass er Sony nur noch ein Box-Set mit zwei neuen Songs schulde, was für ihn aber keine große Sache sei, weil er zu jedem seiner veröffentlichten Alben 120 unveröffentlichte Songs fertig habe. Danach sagte er:

„Ich verlasse also Sony, ich bin frei... und besitze die Hälfte von Sony! Also ich besitze die Hälfte von Sonys Veröffentlichungen. Ich trenne mich von ihnen und sie sind sehr wütend auf mich, weil ich einfach ein gutes Geschäft gemacht habe [bezüglich des Sony/ATV-Katalogs]. Also wollen sie sich an mir rächen, indem sie versuchen, mein neues Album zu zerstören! Aber ich habe immer gesagt, Kunst - gute Kunst - stirbt nie. ...Und Tommy Mottola ist ein Teufel!“

Michael Jackson hatte nach Jahren des Schweigens einen Frontalangriff gegen den Giganten Sony und den Plattenchef Tommy Mottola gestartet, den er jetzt auch noch öffentlich einen „Teufel“ nannte. Für Menschen, die Jacksons scheues Naturell kannten, war das eine ganz seltene und ernstzunehmende Offenbarung. Am 6. Juli 2002 demonstrierten er und Hunderte von Fans im Rahmen seiner Anti-Sony-Kampagne erneut in einem offenen Doppeldecker-Bus zum Sony-Tower, der Hauptzentrale von Sony Corporation of America in Manhattan. Der Bus fuhr einmal um den Block, während Jackson mit einer Hand ein Plakat hoch hielt, auf dem drei Gesichter mit jeweils einem roten Kreuz über dem Mund (für „Sprechverbot“) zu sehen waren. Das waren die Gesichter von zwei Künstlern, die damals ebenfalls vertragsrechtliche Auseinandersetzungen mit Sony hatten und an der Macht und Ausbeutung des Konzerns gescheitert waren: Mariah Carey (Tommy Mottolas Ex-Frau), George Michael und Michael Jackson selbst - den vielleicht einzigen Künstler der Welt, der es dank seines Sony/ATV-Kataloganteils mit diesem Konzern überhaupt aufnehmen konnte. Zumindest war es ihm möglich, so weit auf dessen Machenschaften aufmerksam zu machen, dass die Welt endlich hinsah. Am Abend desselben Tages sprach Michael Jackson auf einer Versammlung in der Zentrale des National Action Network über Korruption in der Musikindustrie: „Die Plattenfirmen verschwören sich geradezu gegen die Künstler. Sie stehlen, sie betrügen, sie tun alles, was sie können, insbesondere gegen die schwarzen Künstler. Tommy Mottola ist böse...ein Rassist... und sehr, sehr, sehr teuflisch.“ Mit dem Wort „Rassist“ nahm er Bezug auf einen seiner Musikerkollegen, den Mottola einen „fetten, schwarzen Nigger“ genannt haben soll, und sagte: „Ich kann das nicht gutheißen. Es ist Unrecht.“ Jackson zielte insbesondere auf den versteckten, aber dennoch vorhandenen Rassismus der Plattenfirmen, den viele heute verdrängen oder verleugnen. Der freischaffende Journalist Norman Kelley bestätigte Jacksons harte Anschuldigungen gegen die Plattenindustrie: „Schwarze Musik ist wie eine kolonialisierte Nation, eine billige Quelle von Arbeitskräften; diese jungen Leute kommen an und wissen nichts vom Gewerbe und wie es funktioniert. Die Schwarzen kontrollieren gar nichts [in der Musikindustrie], und kein einziges Label von Schwarzen ist noch unabhängig, alles läuft ausschließlich über die […] großen Major-Labels.“ Drei Tage später, am 9. Juli 2002, hielt Jackson in der Zentrale von Al Sharptons Nation Action Network seine Rede zum Thema „Gleichberechtigung für Schwarze in der Musikindustrie“ (hier stark gekürzt): „Das System, angefangen mit den Plattenfirmen, hat sich mit ihnen [den schwarzen Künstlern] krasse Vorteile verschafft. […] Und ich bin darauf angewiesen, dass ihr versteht, dass das, wofür wir kämpfen, sehr bedeutungsvoll ist, denn ich habe es satt. Ich habe die Manipulation wirklich, wirklich satt. Ich habe es so satt, wie die Presse alles manipuliert, was in dieser Hinsicht passiert. Sie sagen nicht die Wahrheit, sie lügen. Und sie manipulieren unsere Geschichtsbücher. Unsere Geschichtsbücher lügen, das solltet ihr wissen. […] Otis Blackwell war ein überaus produktiver und phänomenaler Autor. Er schrieb einige der großartigsten Elvis Presley-Songs. Und er war ein Schwarzer. Er starb verarmt und niemand wusste von diesem Mann, sie haben meines Wissens kein Buch über ihn geschrieben, denn ich habe überall auf der Welt danach gesucht. […] Ihr müsst euch an eines erinnern: In der Minute, als ich anfing, alle Rekorde zu brechen – ich brach Elvis’ Rekorde, ich brach die Rekorde der Beatles –, in der Minute, als meine Alben zu den meistverkauften in der Geschichte des Guinnessbuches der Weltrekorde wurden, nannten sie mich über Nacht einen Freak, sie nannten mich einen Homosexuellen, sie nannten mich einen Kinderschänder, sie sagten, ich würde versuchen, meine Haut zu bleichen. Sie haben alles getan, um die Öffentlichkeit gegen mich zu drehen. Dies alles ist eine totale Verschwörung […] Wir müssen etwas tun! Uns steht eine lange, lange Zeit bevor, und es muss eine Veränderung geben. Also lasst unsere Fackeln hochhalten und den Respekt bekommen, den wir verdienen. […] Und erinnert euch: Wir sind alle Brüder und Schwestern, egal welche Hautfarbe wir haben – egal, welche Hautfarbe wir haben!“
Die Reaktion von Sony ließ nicht lange auf sich warten. Sie konterten am 10. Juli 2002 in der New York Daily News: „Wir sind entsetzt, dass Jackson in seinem immerwährenden Drang nach Publicity so tief sinkt.“ Der Sony-Produzent Cory Rooney sagte der New York Post: „Michael Jackson benutzt Rassismus als Entschuldigung. Ein verzweifelter Ausweg eines frustrierten Mannes, dessen großes Projekt gefloppt ist.“ Das deutsche Magazin Manager setzte noch eins drauf: „Als Ursachen für die schlechten Verkaufszahlen sieht Sony vielmehr die Pädophilie-Vorwürfe gegen den Musiker.“ Manager zitierte Sony: „Viele Eltern lehnen ihn deshalb ab.“ Sony scheute also nicht, sich der boshaften Medienklischees zu bedienen, um sie gegen Jackson zu verwenden. „Um den Rassismusvorwurf unglaubwürdig zu machen, war es taktisch genial, dass statt Tommy Mottola ein Afroamerikaner, Cory Rooney, dazu Stellung nahm. Als Vizepräsident der A&R Abteilung des Labels Epic Records von Sony Music stand Corey Rooney jedoch in der Hierarchie weit unten und konnte es sich nicht leisten, etwas anderes zu sagen als das, was dem Standpunkt des Konzerns entsprach, zumal Mottola auch noch sein Vorgesetzter war“, schreiben Sophia Pade und Armin Risi in ihrer Michael Jackson Biografie. Dass Rooney im Juli 2002 nicht die Wahrheit sagte, beweist ein anderes Interview mit ihm, das er sieben Jahre später, kurz nach Jacksons Tod, gab. Vollkommen entgegengesetzt zu seiner früheren Aussage, äußerte Rooney nun, dass er nicht überrascht war, als Jackson 2002 gegenüber Tommy Mottola ausfällig wurde. Im Interview wird deutlich, dass er mit Jackson sympathisiert, denn er beschreibt verständnisvoll dessen damalige Not, weil ihn niemand wegen Sony und Mottola unterstützt hatte.
Im Januar 2003 feuerte Sir Howard Stringer überraschend seinen CEO Tommy Mottola, was in der Musikindustrie großes Aufsehen erregte, weil Mottola sich (auf Kosten Yetnikoffs) über ein Jahrzehnt in der Branche einen Namen gemacht hatte und zu einem mächtigen Plattenboss herangewachsen war. „Die Wahrscheinlichkeit ist alarmierend hoch, dass Michael Jacksons Kampagne gegen Sony mit dessen Entlassung zusammenhing. Der Megastar war zu unbequem geworden und machte zu viel Wirbel. Und weil er grundsätzlich – was immer er auch tat – Aufsehen erregte, begann die Welt näher hinzuschauen und sich Gedanken über Sony zu machen. Offensichtlich musste Stringer vorerst in den eigenen Reihen ein ‚Opfer‘ bringen, damit der Sturm sich wieder legte. Was Michael Jackson betraf, mussten andere Maßnahmen ergriffen werden.“
Drei Wochen nach Mottolas Entlassung erschien Martin Bashirs arglistig täuschende Doku Living with Michael Jackson. Sie war so hinterhältig zurechtgeschnitten und kommentiert, dass viele Zuschauer glaubten, Jackson sei geistig umnachtet und zudem pädophil veranlagt. Genau in diesen Tagen erschienen wie aus dem Nichts auch Kopien von Jordan Chandlers detaillierten, aber nachweislich unwahren Anschuldigungen gegen Michael Jackson - zehn Jahre alte Unterlagen, die eigentlich bei Jacksons Musikanwalt John G. Branca unter Verschluss hätten liegen müssen. Der Entertainer konnte niemanden mehr über den Weg trauen, musste sein ganzes Beraterteam fristlos entlassen. In den Augen von Jacksons Freunden und Fans, die das Geschehen aufmerksam mitverfolgt hatten, war das Ganze ein sorgfältig geplantes und perfektes Ablenkungsmanöver. Nach Bashirs Machwerk interessierte sich niemand mehr für Michael Jacksons Anti-Sony-Kampagne oder für den wahren Grund von Mottolas Entlassung. Stattdessen war Bashirs „Porträt“ des Megastars in aller Munde - und im Hintergrund stellten Staatsanwalt Tom Sneddon und sein Gefolge die Weichen für ihren zweiten Vernichtungszug, der am 18. November 2003 zur weltweit öffentlichen Durchsuchung seiner Neverland Ranch, zwei Tage später zur Schlagzeile „Michael Jackson in Handschellen“ und im Jahr 2005 schließlich zum Arvizo-Prozess gegen Michael Jackson führte.

### Verlagsleiter spricht öffentlich über Sonys Verhalten gegenüber Jackson 2005
„Anfang März 2005 kam es zu einem Treffen zwischen dem Sony/ATV Music Verlagsleiter Paul Russell und dem Journalisten Lynton Guest. Thema war eine mögliche Biografie über Russell. Da zum Zeitpunkt dieses Treffens gerade der große Prozess gegen Michael Jackson lief, kamen sie automatisch auch auf ihn zu sprechen. Wegen der herausragenden Position, die Paul Russell als Verlagsleiter bei Sony gehabt hatte, kannte er den Megastar recht gut. Ein Thema bei diesem Gespräch war auch seine Finanzlage, denn in den Massenmedien wurde vielfach behauptet, Michael Jackson sei bankrott. Die Frage der Finanzen wurde von der Staatsanwaltschaft (Tom Sneddon & Co.) aufgeworfen, denn diese versuchte während des Prozesses mit allen Mitteln, Michael Jackson edle Motive bezüglich des Dokumentarfilmes Living with Michael Jackson in Frage zu stellen (Jackson wollte seine daraus resultierenden Einnahmen für wohltätige Zwecke spenden). Jackson war jedoch nicht bankrott, er hatte lediglich Liquiditätsprobleme, und das ist nicht dasselbe. Sein Anlagevermögen überstieg schon längst die Milliardenmarke, aber das war nur den wenigsten bekannt. Paul Russell, der den Sony/ATV-Music-Katalog verwaltet hatte, wusste allerdings etwas, was die Medien nicht wussten oder worüber sie zumindest nicht berichteten, und er war der Überzeugung, dass dies auf einen dunklen Hintergrund hinwies. Michael Jackson war definitiv nicht bankrott. Aber jemand versuchte, ihn mit List und Tücke in den Bankrott zu treiben … Paul Russell erzählte dem Autor Lynton Guest, dass Jackson seit 1999 bei der Bank of America mehrere Darlehen von insgesamt 220 Millionen US-Dollar aufgenommen hatte. Um diese Darlehen zu bekommen, war Jackson gezwungen, die Hälfte seines Anteils am Sony/ATV-Music-Katalogs als Sicherheit zu hinterlegen. Aber um den Katalog überhaupt belasten zu können, hatte er Sonys Zustimmung gebraucht. Der Konzern hatte sich dazu bereit erklärt, wenn Jackson ihnen das Vorkaufsrecht auf seinen Anteil gewährte, den er als Sicherheit hinterlegt hatte. Man kann verstehen, dass Sony diesen nicht unwesentlichen Punkt als Bedingung stellte, aber hier zeigt sich, dass es durchaus im Interesse von Sony sein konnte, wenn Michael Jackson in größere finanzielle Schwierigkeiten geraten würde.“ Sonys merkwürdiges Verhalten Michael Jackson gegenüber begann jedoch schon beim Chandler-Fall 1993/1994, als die Plattenfirma das größte Zugpferd ihres Labels nicht mit voller Kraft unterstützte. Statt Michael Jacksons beschädigtes Image zu stärken, distanzierte sich Sony immer mehr von ihm, und Mottola wandte sich zunehmend anderen Künstlern zu. Jackson musste einiger seiner Kurzfilme selbst finanzieren, um sie überhaupt realisieren zu können.
Lynton Guest beschreibt in seinem Buch The Trials of Michael Jackson, wie der damals (1994) frisch gewählte Präsident Norio Ohga der Sony Corporation als Nachfolger des Konzerngründers Akio Morita in Bezug auf Michael Jackson zwei besondere Ziele verfolgte: Einerseits wollte er, dass Sonys Namen so wenig wie möglich mit Michael Jackson in Verbindung gebracht wurde, weil dieser mit dem Schlagwort Pädophilie stigmatisiert worden war, und andererseits wollte er unbedingt den ATV-Katalog ergattern. Durch Jacksons beginnende Liquiditätsprobleme nach dem Missbrauchsvorwurf konnte der Sony-Vorstand die bereits beschriebene Fusion mit Michael Jacksons Katalog realisieren.
Mit dem offensiven „Sony-Krieg“ (2001–2003), dem neuen Missbrauchsvorwurf (November 2003) und dem darauffolgenden Gerichtsprozess (2005) waren seine Schulden auf rund 300 Millionen US-Dollar angewachsen. Um seinen Anteil am Sony/ATV-Music-Katalog nicht an Sony zu verlieren, hatte er auch seinen Mijac-Katalog mit den eigenen Songs und seine Neverland Ranch als Sicherheiten hinterlegt. Russell sagte zusammenfassend, „dass die Muttergesellschaft Sony Corporation nicht nur Jacksons Darlehen zustimmte, sondern den ganzen Vorgang forcierte und manipulierte“.
Am 20. März 2005 erschien in der Mail on Sunday ein Artikel von Lynton Guest, Kiki King und Dominic Turnbull über Michael Jacksons finanzielle Situation, insbesondere über die Darlehen und ihre brisanten Hintergründe, nämlich dass Jackson für diese Schulden seine Anteile am Sony/ATV-Music-Katalog sowie seine eigenen Songs verpfändet hatte. Aufgrund der Zitate war Sony klar, woher diese Journalisten ihre Informationen bekommen hatten, auch wenn Russells Name nirgendwo explizit genannt wurde. Kurz nach der Veröffentlichung dieses Artikels erhielt Paul Russell, der schon im Frühjahr 2003 von allen Ämtern der Sony Corporation zurückgetreten war, ein Schreiben von Sony, er dürfe nichts von dem, was er wisse, offenlegen. Er hielt das Schreiben für eine klare Warnung und sagte: „Falls Sonys Brief in irgendeiner Form eine rechtliche Grundlage hat, bedeutet das, dass ich mit niemandem über das Musikbusiness sprechen darf, und zwar für immer.“ Lynton Guest kommentierte dazu: „Sony hat bisher über Jahre hinweg erlaubt, dass Leute über Michael Jacksons Angelegenheiten Bücher schreiben, im Fernsehen auftreten und öffentliche Kommentare abgeben, und nun haben sie plötzlich anscheinend Angst davor, was Paul Russell aufdecken könnte. Was um Himmels willen, ist es, was sie [die Sony-Führungskräfte] zu verstecken versuchen?“

### Erwerb weiterer Musikkataloge, neue Technologien, hohe Verluste 2006 bis 2009
Im Jahr 2006 gewann Sony die Betriebskontrolle über den Sony/ATV-Musikverlag hinzu und erhielt das Vorkaufsrecht auf Michael Jacksons 50%-Kataloganteil für 250 Millionen US-Dollar.
Der digitale Musiknoten-Anbieter Musicnotes.com gab im Juni 2006 bekannt, dass er mit dem Sony/ATV Musikverlag ein langfristiges Abkommen über den Vertrieb von Musiknoten unterzeichnet hat. Musicnotes.com würde digitale Notenausgaben und Gitarrentabulaturen aus dem umfangreichen Sony/ATV-Music-Katalog produzieren und verkaufen. „Als Musikverleger müssen wir immer nach neuen und innovativen Wegen suchen unsere Songs und Songwriters zu promoten“, sagte der damalige Sony/ATV-Vorsitzende und CEO David Hockman.
Zu einer weiteren Fusion kam es im Jahre 2007, als Sony/ATV den Famous-Music-Verlag für 370 Millionen US-Dollar aufkaufte mit einem Musikkatalog von mehr als 125.000 Songs (z. B. Moon River und Footloose). Der Kauf, der von dem US-amerikanischen Medienkonzern Viacom ausging, beinhaltete auch die Übernahme der Schulden in Höhe von 30 Millionen US-Dollar. Der Song-Katalog beinhaltet auch die Hits von Eminem, Akon, Linda Perry, Björk, Shakira und Beck sowie die Filmmusiken der Viacom-Divisionen Paramount Pictures (welche 1928 die Plattenfirma Famous Music gegründet hatte) und DreamWorks Pictures.
Sony/ATV wiederbelebte Hickory Records als internes Imprint label mit der Relativity Entertainment Distribution (RED) im Jahre 2007. Sony/ATV kaufte auch die Aufnahmen von Dial Records, Four Star Records und Challenge Records.
Anfang 2009 musste Sony enorme Verluste – bis zu 1,7 Milliarden US-Dollar – verzeichnen. Die tiefroten Zahlen waren so verheerend, dass Tausende von Arbeitsplätzen gestrichen werden mussten. Die Lage schien für Sony noch drastischer zu sein als 1994/1995. Sir Howard Stringer überlegte, welche Maßnahmen einem Konzern wie diesem auf die Schnelle Aufwind geben konnten, und reagierte – neben Einsparungen von Arbeitsplätzen – mit der Schließung von drei japanischen Werken. Stringer und Co. hatten 2009 einen Aufschwung dringend nötig und mussten sich schnell etwas einfallen lassen. „Es muss deshalb wie eine Erlösung für den Konzern gewesen sein, als der Musikanwalt John Branca praktisch fünf vor zwölf wieder in Michael Jacksons Geschäfte involviert wurde“, schreiben Sophia Pade und Armin Risi in ihrer Michael Jackson Biografie.

### Fahrlässige Tötung Michael Jacksons, hohe Gewinne 2009
Nachdem Jackson am 25. Juni 2009 fahrlässig getötet wurde, übernahmen Branca und McClain die Verwaltung seines Erbes, und es dauerte nicht lange, bis die ersten Verhandlungen mit Sony begannen, wodurch der erfolgreichste Musikdokumentarfilm Michael Jackson’s This Is It und der bis dahin größte Plattendeal der Musikgeschichte entstanden: John Branca schloss mit Sony einen Siebenjahres-Vertrag über 250 Millionen US-Dollar ab. „Michael Jacksons Tod ist das bisher lukrativste Ereignis der Entertainmentgeschichte“, schreiben Sophia Pade und Armin Risi in ihrer Michael Jackson Biografie.
Zwei Wochen nach Michael Jacksons Tod wurden die Einnahmen des Sony/ATV-Music-Katalogs bei rund 750.000 Songs erneut geschätzt, und zwar auf 500 Millionen US-Dollar für das gesamte Jahr 2009. 50 % gingen an die Sony/ATV-Music-Künstler (Texter und Komponisten) bzw. die anderen 50 % an den Michael-Jackson-Nachlass und Sony (die Besitzer der Lizenzrechte). Das bedeutete: 125 Millionen US-Dollar Einnahmen für Sony und 125 Millionen für den Michael Jackson Nachlass. Der Wert von Michael Jacksons Mijac-Katalog stieg ebenfalls um ein Vielfaches. Mit sämtlichen Michael Jackson Produkten werden jährlich viele weitere Millionen US-Dollar eingenommen. Es wird hier von einem Nachlass mit einem Gesamtwert von einigen Milliarden US-Dollar gesprochen. John Branca und John McClain, die Verwalter des Michael Jackson Nachlasses, erhalten mittlerweile 13 % von sämtlichen Einnahmen. Demnach würden sie persönlich allein am Masterkatalog 16.250.000 US-Dollar pro Jahr verdienen – vorausgesetzt die Schätzungen stimmen (hierin noch nicht mitgerechnet sind all die anderen Firmen und Beteiligungen aus dem Michael Jackson Nachlass und aus dem Mijac-Katalog).

### Übernahme der Verwaltung von EMI Music Publishing 2012
Im November 2011 gab die Citigroup bekannt, dass die EMI Group, eines der vier größten Major-Labels, zerschlagen und die Unternehmensteile „EMI Music“ und „EMI Music Publishing“ einzeln verkauft werden. Das Musikgeschäft, also den Hauptteil des Konzerns, in Form der Aktien hatte für 1,9 Mrd. Euro die amerikanische Universal Music Group übernommen, eine Tochter des französischen Vivendi-Konzerns und größter Musikkonzern der Welt. Ein internationales Konsortium unter Führung des amerikanischen Publishers des zweitgrößten Musiklabels von Sony – Sony/ATV Music Publishing – erwarb die Verwertungsrechte für 2,2 Mrd. Dollar in Form der „EMI Music Publishing“, der Tochter für das Verlagsgeschäft von EMI. Als Investoren beteiligten sich Sony und die Michael Jackson Nachlassverwaltung als Hauptteilhaber mit 38 %. Die restlichen 62 % wurden aufgeteilt unter ein Konglomerat von fünf Parteien (Mubadala Development Company PJSC, Jynwel Capital Limited, The Blackstone Group, GSO Capital Partners LP und David Geffen). Schließlich gingen noch einige Sub-Labels sowie EMIs Geschäfte in verschiedenen Teilen Europas an die Warner Music Group, das drittgrößte Musikunternehmen. Ferner erhielt die deutsche BMG Rights Management, seit einiger Zeit viertgrößtes Musikunternehmen, die sich erfolglos als Konkurrent Sonys um die Übernahme der gesamten EMI Music Publishing beworben hatte, das einzelne Label Mute Records, wobei es sich den Vertrieb davon mit Sony Music aufteilte. In der Folgezeit kaufte BMG Sony noch weitere Teile des EMI-Music-Publishing-Katalogs ab.
Am 21. September 2012 wurde der Verkauf von EMI UMG in Europa und den Vereinigten Staaten durch die Europäische Kommission und die Federal Trade Commission genehmigt. Damit die Marktmacht des neuen Unternehmens nicht zu groß würde, mussten das EMI-Plattenlabel Parlophone, Mute Records und weitere Vermögenswerte verkauft werden. Parlophone hat Verträge mit Künstlern wie Coldplay und Pink Floyd.
Der Verlag Sony/ATV Music ist heute das größte Musikverlagsunternehmen der Welt mit über 2 Millionen Songs, das heißt 1,25 Millionen mehr als vor der Verwaltungsübernahme von EMI Music Publishing. Sony Music Entertainment spricht von einem Umsatz von rund 1,25 Milliarden US-Dollar jährlich. Man vermutet aber, dass er weit höher ist, weil Sony/ATV Music im Jahr 2011 mit 750.000 Songs – also noch ohne EMI Music Publishing – schon 1,9 Milliarden US-Dollar Umsatz machte. Wenn die Zahlen stimmen, müsste der Sony/ATV-Musikverlag aufgrund des EMI Music Deals mindestens 2,5 bis 3 Milliarden US-Dollar jährlich einnehmen.

### Erwerb von Michael Jacksons Kataloganteil 2016
Im April 2015 veröffentlichte Wikileaks zahlreiche „gehackte“ E-Mails aus Computern der Sony Corporation. Eine Person, die durch diese Enthüllungen ins Rampenlicht gerückt wurde, war der Musikanwalt John G. Branca, der für Michael Jackson 1985 den Kauf des ATV-Music-Katalogs abwickelt hatte, von Jackson wegen schweren Vertrauensbruches aber auch zwei Mal fristlos entlassen und mithilfe eines eingereichten Testamentes doch als Verwalter des Michael Jackson Nachlasses eingesetzt worden war. Die New York Post veröffentlichte dazu am 17. April 2015 einen Artikel mit der Schlagzeile: „Michael Jacksons Finanzchef hat auch einen Nebenjob bei Sony/ATV“. Aus den E-Mails ging hervor, dass Branca nicht nur das Michael Jackson Estate (Nachlassverwaltung) vertritt, sondern auch – quasi als lukrativer Nebenjob – im Vorstand von Sony/ATV sitzt und sich für diese Beratertätigkeit teuer bezahlen lässt. Sein Gehalt, das im Jahr 2014 mit 500.000 US-Dollar begann, sollte im Jahr 2015 auf 1 Million US-Dollar erhöht werden, wie aus E-Mails hervorging, die über Sony-Hacker an die Öffentlichkeit gekommen waren. „Die Tatsache, dass Branca auf beiden Seiten des Verhandlungstisches sitzt, rief bei außenstehenden Beobachtern einige Fragen hervor. Das ist ein ernster Interessenkonflikt […] Branca-Unterstützer sagen jedoch, dass er sich nur für die Interessen der Jackson-Familie einsetze, indem er nun sogar noch näher an der Quelle ihres Profites sitzt; als Berater von Sony könne er mithelfen, die Vermögenswerte der Musikfirma zu erhöhen, zum Beispiel durch den Erwerb von neuen Musikkatalogen.“ Dies gilt aber nur, so lange der Nachlass von Michael Jackson - über den Anteil am Sony/ATV-Musikverlag - an den Profiten mitbeteiligt ist. Die beiden Autoren Sophia Pade und Armin Risi schreiben dazu: „Dass John Branca eng mit Sony verwoben ist, war schon länger bekannt, und auch Michael Jackson erfuhr davon, weshalb er sich Anfang 2003 in aller Schärfe von ihm trennte. Als Michael im März 2009 sein Comeback bekannt gab, wandte sich Branca an AEG Live, um zu signalisieren, dass er sehr interessiert sei, an diesem Projekt mitzuwirken. Das klappte aber erst, als Tohmé [Michael Jacksons Manager] fristlos entlassen und Leonard Rowe endgültig herausgedrängt wurde, worauf Frank DiLeo (Brancas alter Freund) plötzlich wieder Michael Jacksons Manager wurde. Und über DiLeo kam Branca wieder in Michael Jacksons Welt, um gleich nach dessen Tod ein Testament vorzuweisen, das ihn zum leitenden Chef der Michael Jackson Nachlassverwaltung machte. Die durch WikiLeaks bekannt gewordenen E-Mails zeigen nun, wie eng Branca mit Sony verbunden ist. 2014 nahm er – unter Bezahlung durch Sony – eine zentrale Beraterrolle bei Sony/ATV an, und diese Bezahlung wurde 2015 verdoppelt. Heute, im Rückblick, ist klar, warum Sony bereit war, 1 Million US-Dollar Jahresgehalt zu bezahlen. Durch seine beidseitige Tätigkeit wurde 2015 der entscheidende Schritt eingeleitet, dass Sony in den Besitz des gesamten Sony/ATV-Katalogs kommen konnte.“
Am 14. März 2016 unterzeichneten beide Seiten eine rechtsverbindliche Absichtserklärung. Aus Sonys Pressemitteilung vom 15. März 2016 geht hervor, dass Sony für die Übernahme von Michael Jacksons Kataloganteil rund 750 Millionen US-Dollar bezahlt. Das Michael Jackson Estate behält einen Anteil von 10 % an EMI Music Publishing und bleibt im Besitz von Mijac Music mit den meisten Michael Jackson Songs. Die ganze Transaktion und Überschreibung sollte bis Ende 2016 oder Anfang 2017 abgeschlossen sein. Auch das Michael Jackson Estate gab am 15. März 2016 eine Presseerklärung ab, die sich in erster Linie an die weltweite Fangemeinde richtete und darlegen sollte, aus welchen Gründen Branca und McClain diesen Schritt vollzogen.

### Erwerb weiterer Musikkataloge seit 2016
Am 27. Juni 2017 erklärte sich Sony/ATV einverstanden, die Musikverlagsrechte der französischen Filmproduktions- und Filmverleihgesellschaft EuropaCorp zu verwalten, nachdem der Musikverlag der Gesellschaft bereits das Verwertungsrecht an 1.500 Musikwerken abgekauft hatte. Folgende Filmproduktions- und Filmverleihgesellschaften sind ebenfalls von Sony/ATVs Verwaltung abhängig: Paramount, Nickelodeon, MTV Networks, Showtime, CBS und DreamWorks (alle seit dem Kauf von Famous Music); Sony Pictures, 20th Century Fox, A+E Networks, Endemol Shine Group, Hit Entertainment, ITV Studios und Metro-Goldwyn-Mayer.
Im März 2018 berichteten die Weltmedien, dass die Mubadala Investment Co. (eine der EMI Publishing Käufer 2012) Gespräche mit Sony und anderen Interessenten führten, ihren Kataloganteil an EMI Publishing zu verkaufen. Mubadala wolle dafür etwa 4 Milliarden US-Dollar, fast doppelt so viel wie die Sony geführte Gruppe schon vor sechs Jahren zahlte. Am 22. Mai 2018 gab Sony bekannt, dass die Sony Corporation of America zum Preis von 2,3 Milliarden US-Dollar eine rechtlich verbindende Absichtserklärung zum Kauf von Mubadalas 60-%-Anteil an EMI Music Publishing unterzeichnete. Wenn der Kauf rechtswirksam wird (die Zustimmung der Aufsichtsbehörden steht noch aus) wird Sony indirekt Besitzer von etwa 90 % an EMI Music Publishing.

## Produkte